# Rede SIM
Rede SIM (abreviatura de Sistema Integrado Multimídia) é um conglomerado de mídia brasileiro, com sede em Vitória, capital do estado do Espírito Santo. Fundado pelo empresário Rui Baromeu, conta com estações de rádio (Sim FM, Viva FM, Musical FM, APAE FM, Reserva FM e Cidade FM), três afiliadas da Antena 1 e uma cadeia de afiliadas da Massa FM), e três estações de televisão (a regional TV Foz, afiliada a TV Brasil, além da TV Capixaba afiliada à Record News, e da TV SIM, afiliada ao SBT, sendo as duas últimas uma joint-venture com a Rede Capixaba de Comunicação), uma revista (Revista Sim) e um portal de notícias (Sim Notícias).

## Empresas do grupo

### Rádio
- SIM FM[3]
- Massa FM[4]
- Novabrasil Vitória (joint-venture com a Rede Capixaba de Comunicação)[5]

### Televisão
- TV SIM (joint-venture com a Rede Capixaba de Comunicação)[2]
- TV Capixaba (joint-venture com a Rede Capixaba de Comunicação)[2]